# Xishi He
Koordinaten: 62° 9′ S, 58° 56′ W
Xishi He (chinesisch 西施河) ist ein saisonaler Fluss auf der Fildes-Halbinsel von King George Island im Archipel der Südlichen Shetlandinseln. Im Gebiet des West Foreland fließt er in nordwestlicher Richtung zur Drakestraße, die er unmittelbar östlich der Landspitze Huashan Bandao erreicht.
Chinesische Wissenschaftler benannten ihn 1986 im Zuge von Vermessungs- und Kartierungsarbeiten.